# Kreuzthal (Buchenberg)
Kreuzthal ist ein Gemeindeteil des Marktes Buchenberg im Landkreis Oberallgäu in Bayern. Der Name steht zudem neben Buchenberg, dem Kürnacher Wald und dem Buchenberger Wald für eine der vier Gemarkungen Buchenbergs. Kreuzthal liegt im Herzen der Adelegg, unmittelbar neben dem nur durch den Bach Eschach getrennten Gemeindeteil Eisenbach der baden-württembergischen Stadt Isny im Allgäu und verbunden mit dem Gemeindeteil Eschachthal von Buchenberg.

## Geschichte
1717 wurde Kreuzthal eine eigenständige Pfarrei. 1830 hatte die Pfarrei über 800 Einwohner. Am 1. April 1971 wurde Kreuzthal nach Buchenberg eingemeindet. 2000 hatte die Pfarrei Kreuzthal 400 Einwohner. Bei der letzten amtlichen Einwohnerzählung wurden 1987 insgesamt 137 Einwohner gezählt.

## Dorfzentrum
Im Zentrum von Kreuzthal steht die Kirche St. Martin, errichtet 1746 auf dem Kirchberg. Unterhalb des Kirchbergs steht eine mächtige Dorflinde, gepflanzt 1870 von heimkehrenden Soldaten aus den Kriegen gegen Preußen und Frankreich. Es war der Dank für den Frieden und das Gedenken an gefallene Kameraden. Neben dem Naturdenkmal steht das Gasthaus „Kreuz“ mit einem Festsaal für 200 Personen.

## Skilift Gohrersberg
Der Skilift Gohrersberg ist ein 1969 in Dienst gestellter Schlepplift. Er befindet sich am Westhang des Gohrersberges. Die Talstation des Skilifts liegt unweit östlich der Eschach auf etwa 820 m ü. NN, die Bergstation auf dem Gohrersberg auf 964 m ü. NN.

## Persönlichkeiten
- Edmund Eisele (* 1954), ehemaliger Skirennläufer
- Andreas Föhr (* 1958), Drehbuchautor und Schriftsteller

## Literatur

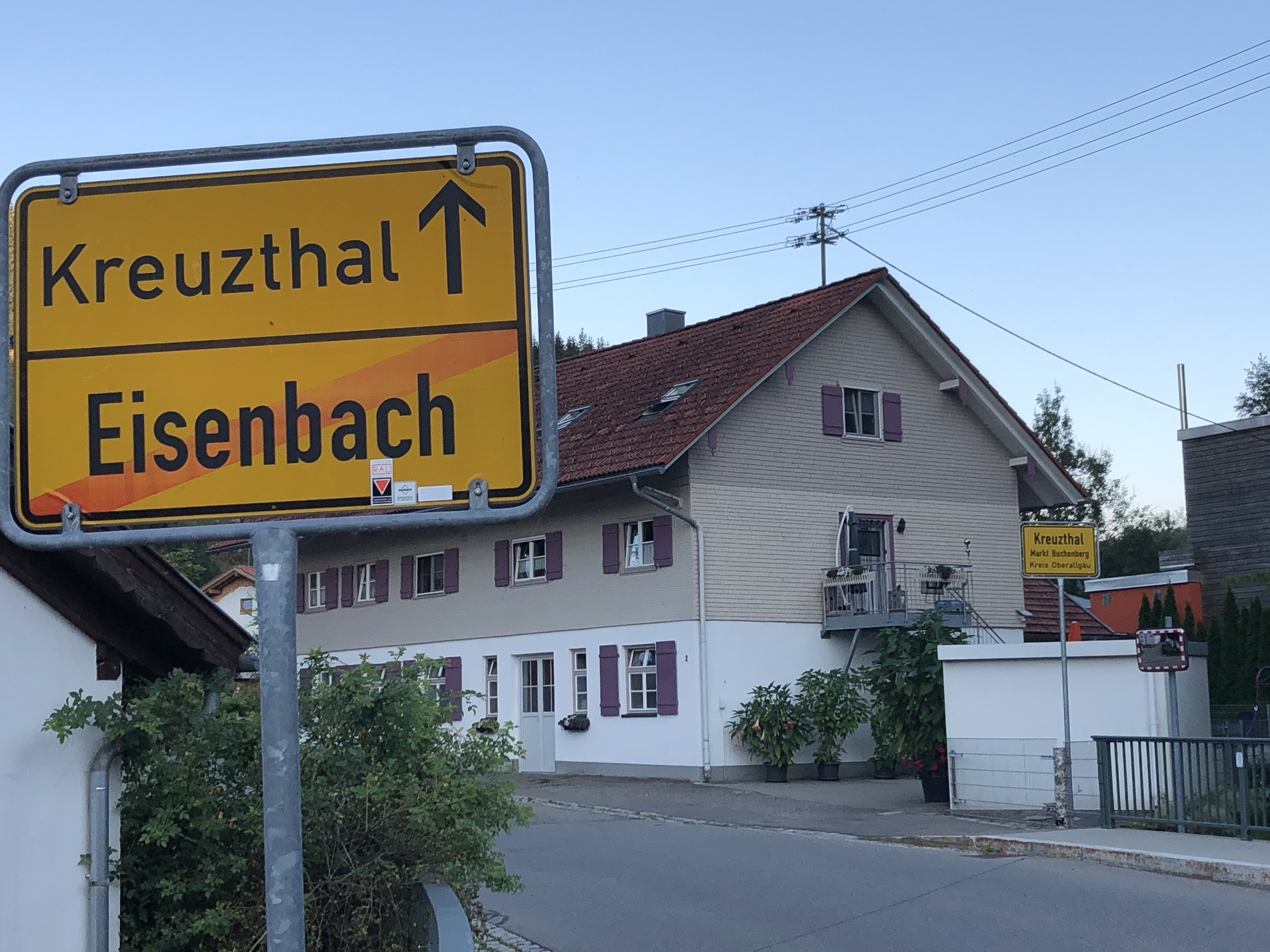
„Grenzübergang“